# Thích Nguyên Tạng
Thích Nguyên Tạng, là một tu sĩ Phật giáo người Úc gốc Việt, pháp tự Tịnh Tuệ, pháp hiệu Phổ Trí là một tu sĩ Phật giáo, chủ biên trang nhà Quảng Đức. Đồng thời ông là một tác giả và dịch giả của nhiều tài liệu liên quan đến Phật giáo và lịch sử.

## Tiểu sử
Ông sinh ngày 5 tháng 12 năm 1967 tại Vĩnh Thái, thành phố Nha Trang, tỉnh Khánh Hòa. Xuất gia năm 1980 tại Chùa An Dưỡng, Nha Trang, ông thọ giới Sa di năm 1985 và thọ giới Cụ túc năm 1988. Năm 1987, Thích Nguyên Tạng vượt biên trái phép ra nước ngoài nhưng bị chính quyền Việt Nam bắt giữ. Sau đó, ông theo học và tốt nghiệp Trường Cơ bản Phật học Vĩnh Nghiêm năm 1992, trường Đại học Sư phạm (ngành ngoại ngữ Anh) năm 1995 và trường Cao cấp Phật học năm 1997. Sau khi đến Úc định cư vào năm 1998, ông đã học và lấy bằng Cử nhân Xã hội học tại Đại học La Trobe năm 2006. Thích Nguyên Tạng có một anh ruột là Hòa Thượng Thích Tâm Phương (định cư tại Úc đầu năm 1987), hiện là trụ trì Tu Viện Quảng Đức, Melbourne, Úc Châu và một em gái tên là Võ Thị Huệ, cũng đang sinh sống tại tiểu bang Victoria, Úc Đại Lợi
Từ năm 1990 ông là cộng tác viên cho báo Giác Ngộ, cho đến năm 1998. Ông cũng là Phó Trụ trì Tu viện Quảng Đức (Trụ trì là Hòa Thượng Thích Tâm Phương). Ông đến định cư tại Úc theo diện truyền giáo (Minister of Religion). Hiện nay ông đang là Tổng Thư ký  của Giáo hội Phật giáo Việt Nam Thống nhất Hải Ngoại tại Úc Đại Lợi-Tân Tây Lan.. Vào ngày 17-7-2009, tại Khóa An Cư Kiết Đông tổ chức tại Chùa Pháp Bảo, Sydney, Úc Châu, ông được Hội đồng Giáo Phẩm Trung ương của Giáo hội chính thức tuyên bố và trao quyết định tấn phong lên hàng giáo phẩm Thượng tọa.
Đầu tháng 7-2014, Thượng tọa Thích Nguyên Tạng chính thức được GHPGVNTN Hải Ngoại tại UÐL-TTL & bào huynh HT Thích Tâm Phương bổ nhiệm làm Trụ trì Tu Viện Quảng Đức.
Từ năm 2023 đến nay: Thượng tọa Thích Nguyên Tạng là thành Viên Ban Hoằng Pháp Hội Đồng Tăng Già Thế Giới  

## Nghiên cứu - Dịch thuật
Website Quangduc.com đã được ông cho mở vào mùa Phật đản năm 1999, một website Phật giáo với hơn 60 tiết mục gồm chuyên đề: Kinh, Luật, Luận tới nghệ thuật, thơ văn.v.v... với sự đóng góp của Chư Tôn Đức và nhiều phật tử trên toàn thế giới..., website này đã có hơn một triệu lượt truy cập. Ông cũng là một tác giả và dịch giả của nhiều tài liệu liên quan đến Phật giáo quốc tế, các chủ đề khác như lịch sử, Sức Mạnh Của Lòng Từ, Phật giáo Khắp Thế giới, chết & tái sinh...
Đặc biệt quyển Chết và Tái Sinh do ông soạn dịch, đã được xuất bản lần đầu tiên 1000 cuốn tại Sài Gòn vào tháng 10 năm 2000, sau 2 tháng sách phát hành hết. Nội dung sách ghi lại cuộc tham vấn giữa Thượng tọa Pende Hawter và các Lạt Ma Tây Tạng. Sách còn được đài phát thanh SBS (Syndey) trang trọng giới thiệu trong chương trình toàn quốc vào sáng ngày 31 tháng 12 năm 2000 và được tái bản nhiều lần để phân phát rộng rãi tại Úc, Việt Nam và thế giới. Riêng số lượng độc giả vào xem trên mạng Internet của Tu Viện Quảng Đức khá nhiều với số lượng ghi nhận của hệ thống automatic-counter là có trên 3000 người mỗi tháng..
Ông đã soạn dịch quyển sách có tựa đề Sức Mạnh Của Lòng Từ"The Power of Compassion", nguyên tác Anh ngữ viết về vị Phật sống Tây Tạng (Tibet’s Living Buddha) ra Việt ngữ. "Sức Mạnh Của Lòng Từ" được soạn dịch và phát hành đúng vào mùa Phật Đản, tháng 5 năm 2007. Số lượng độc giả và thính giả được tăng lên gấp nhiều lần khi ký giả Phan Bách và ban Việt ngữ đài phát thanh "SBS Radio" Úc châu, thực hiện cuộc phỏng vấn Thượng toạ Thích Nguyên Tạng về cuốn sách này.. Cuộc phỏng vấn được phát thanh trong 2 buổi vào đầu tháng 6/2007, trước ngày Đức Đạt Lai Lạt Ma đến Úc. Chính phóng sự này đã giúp cho nhiều đồng hương hiểu biết về Mật Tông, Phật giáo Tây Tạng và Đức Lạt Ma. 

Sách Phật giáo Khắp Thế giới

Là một nhà dịch thuật, công trình nghiên cứu chính của Ông là "Nghiên cứu Về Phật giáo Thế giới", năm 2001, đã xuất bản quyển I dày 600 trang, dự định sẽ tiếp tục ấn hành quyển II, III về tình hình Phật giáo tại các nước Tây phương như: Pháp, Anh, Đức, Bỉ, Hà Lan... Hiện nay số sách dịch thuật đã có trên 10 quyển. Hòa thượng Thích Bảo Lạc và Hòa thượng Thích Đức Nhuận đã giới thiệu về cuốn sách này:" Cuốn Phật giáo Khắp Thế giới, do Tỳ kheo Nguyên Tạng viết, là một đề tài hấp dẫn mà đáng lẽ phải có từ lâu. Tỳ kheo Nguyên Tạng đã dày công sưu tầm, dịch giải, nhận định ...về lịch sử Phật giáo tại các Châu, về những nhân vật quan trọng trong công cuộc truyền bá Chánh Pháp, các tổ chức Phật giáo Thế giới... Không có công đức nào cao cả hơn công đức pháp thí mà đại đức Thích Nguyên Tạng đã cống hiến, là một trong những tăng sĩ Việt Nam trẻ tuổi và nhiệt thành, biết ứng dụng phương tiện tin học trong thời đại văn minh này để xây dựng tác phẩm của mình có chỗ đứng trong văn học Phật giáo Việt Nam nói riêng và Phật giáo Quốc tế nói chung". Những cuốn sách của ông dịch thuật được các nhà xuất bản bán rộng rãi trong nước và ngoài nước như: Nhà sách Sông Hương,. Vinabook, hoặc được đưa lên các diễn đàn lớn phục vụ đông đảo bạn đọc tìm hiểu về Phật pháp như Thư viện Ebook...

## Hoạt động

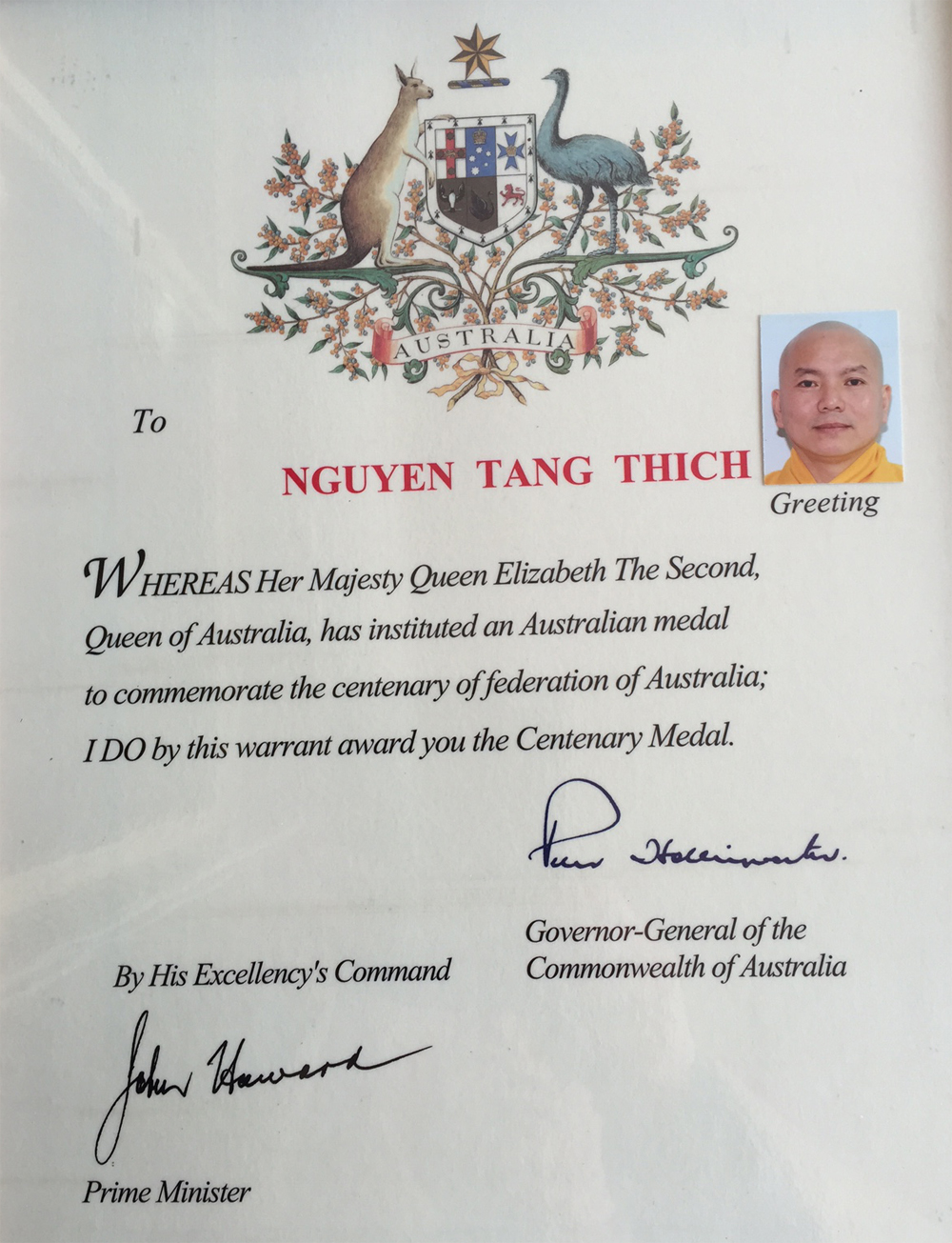

Ngoài niềm đam mê dịch thuật, Ông còn thường xuyên cùng với phái đoàn Hoà thượng Thích Như Điển đến Mỹ Hoằng Pháp, mỗi năm một lần. Thường được tổ chức từ tháng 3 đến tháng 5 hàng năm..Vào năm 2008, phái đoàn đã đi thuyết pháp nhiều địa điểm như Santa Ana, Tại miền Bắc tiểu bang California, vùng San Jose và Sacramento,Trung tâm Tu Học Sariputtra ở thành phố Conroe và rất nhiều ngôi chùa Việt Nam trên đất Mỹ, mỗi nơi phái đoàn đến thuyết giảng có từ 300 đến 2000 phật tử tham dự. Trong quá trình hoằng pháp trên đất Mỹ, phái đoàn đã được báo chí tại địa phương và đài truyền hình Việt Nam tại San Jose – Cali Today (www.calitoday.com) phỏng vấn, đưa tin<. Cũng vào năm 2008 đó, ông đã thuyết giảng về đề tài Thân Trung Ấm, Trong cuốn sách Chết và Tái Sinh, Thượng toạ Thích Nguyên Tạng có giải thích Thân Trung Ấm như sau: "Sau khi thần thức rời khỏi thể xác và bước vào giai đoạn thân trung ấm giữa đời này và cuộc sống kế tiếp". Trong buổi thuyết pháp về đề tài Thân trung Ấm, Ông đã chia sẻ với các phật tử bài kệ sau:

"Nhất đán vô thường đáo
Tương tri huyễn mộng thân
Vạn bang tương bất khứ
Duy hữu nghiệp từ thân"

Có nghĩa là:

"Một sáng vô thường đến
Mới hay thân huyễn mộng
Mọi thứ bỏ lại hết
Chỉ có nghiệp theo mình"

Và một bài kệ về Thân Trung Ấm

"Đảnh Thánh, nhãn sanh Thiên
Nhân tâm, Ngạ Quỷ phúc
Bàng sanh tất cái ly
Địa ngục cước tâm xuất"

Có nghĩa là:
Thánh đầu, Trời tại mắt
Người tim, Ngạ quỷ bụng
Súc sanh hai chân xuống
Địa ngục bàn chân ra
Cũng từ năm Từ năm 1999, Ông luôn có mặt trong Ban Tổ chức của các khóa Tu Học Phật Pháp Úc Châu, tổ chức vào kỳ nghỉ lễ Giáng Sinh cuối năm, hiện nay Giáo hội đã tổ chức 8 khóa tu, thu hút đông đảo các phật tử tham dự. Ngoài tham dự tổ chức các khoá tu học của giáo hội tại Úc Đại Lợi - Tân Tây Lan. Ông còn kết hợp với công ty du lịch triumphtour tổ chức các chuyến hành hương chiêm bái Tứ Đại Danh Sơn Trung Quốc mỗi năm một lần và Hành Hương Chiêm Bái Phật Tích Ấn Độ 2 năm một lần.. Mới đây Thượng toạ Thích Nguyên Tạng còn tổ chức thành công tuần lễ chiêm bái xá lợi Phật vào ngày 19 tháng 10 năm 2008 tại tu viện Quảng Đức 105 Lynch Road, vùng Fawkner thành phố Melbourne, Australia. Đây là một kho tàng Xá Lợi được xem là lớn nhất trên thế giới do các vị Lạt Ma Tây Tạng bảo tồn cả ngàn năm nay.
Thượng toạ Thích Nguyên Tạng cũng thường xuyên tham gia cùng với ban từ thiện Giáo hội Phật giáo Úc Châu cứu trợ đồng bào bị lũ lụt, hoả hoạn cháy rừng...tại Việt Nam và Australia. Vào tháng 10 năm 2000 Thượng toạ Thích Nguyên Tạng đã đại diện cho các Ban Từ Thiện của các chùa Pháp Bảo (Sydney), Tu Viện Vạn Hạnh (Canberra) và Tu Viện Quảng Đức (Victoria) thuộc Giáo hội Phật giáo Hải Ngoại tại Úc-Đại-Lợi & Tân Tây Lan, về Việt Nam trực tiếp cứu trợ tại hai tỉnh bị lũ lụt thuộc đồng bằng sông Cửu Long.. Tháng 10 năm 2006 ban từ thiện Giáo hội Phật giáo Úc Châu cứu trợ đồng bào lũ lụt Miền Trung - Việt Nam. Và mới đây tháng 02 năm 2009, Thượng toạ cũng tham gia cùng với phái đoàn giáo hội Phật giáo Úc Châu, cùng các phật tử đến cứu trợ nạn hoả hoạn cháy rừng tại bang Victoria thành phố Melbourne.
Thượng toạ Thích Nguyên Tạng cũng là thành viên của Hội đồng Tuyên Uý Phật giáo (Buddhist Chaplaincy) tại Victoria (bắt đầu từ ngày 1 tháng 7 năm 1998), ông thường xuyên thăm viếng và an ủi các bệnh nhân trong các bệnh viện và các tù nhân trong các nhà tù của tiểu bang Victoria. Năm 2001, ông được chính phủ liên bang Australia đã  trao tặng Huy chương Thế Kỷ Úc Đại Lợi (Australian Centenary Medal) nhân dịp kỷ niệm 100 năm thành lập quốc gia này (1901-2001) để công nhận những đóng góp của Thượng tọa đối với cộng đồng sắc tộc tại Úc Châu.

## Tu viện Quảng Đức
Tu Viện Quảng Ðức (Quang Duc Monastery) là một ngôi chùa mang tên Bồ Tát Quảng Đức trên đất Úc. Tại Úc Đại Lợi, tiểu bang Victoria thành phố Melbourne thuộc vùng Fawkner, một ngôi chùa Việt xinh xắn trang nghiêm đầu tiên mang danh hiệu Bồ Tát Thích Quảng Đức (1897-1963). Tầm vóc Tu viện Quảng Đức có thể dung chứa khóa tu học cho 200 Phật tử nghỉ lại qua đêm. Bên cạnh đó tu viện Quảng Đức còn in tặng nhiều kinh sách Phật giáo với chủ trương: "Kinh sách do tu viện Quảng Đức ấn hành là để phổ biến giáo lý Phật Đà đến cho mọi người, chứ không phát hành để lấy tiền".
Ngoài ra, Tu Viện Quảng Ðức còn có một website chuyên đề Phật giáo www.quangduc.com, có thể nói đây là "tờ báo điện tử Phật pháp" hay một thư viện điện tử Phật giáo online. Tu Viện Quảng Ðức còn là nơi trung tâm văn hóa duy nhất trong thành phố Moreland, tạo nhiều cơ hội cho mọi người không phân biệt sắc thái, tín ngưỡng lui tới viếng thăm chiêm bái, nghiên cứu, tu học.

## Tác phẩm

### Sách đã xuất bản
- Một Tôn Giáo Hiện đại (xuất bản tại Sài gòn: 1995)
- Những Thắc Mắc Của người phương Tây khi tìm hiểu Đạo Phật (xuất bản tại Sài gòn: 1998)
- Đức Đạt Lai Lạt Ma, Vị Sứ Giả Của Hòa Bình (xuất bản tại Sài gòn: 2000)
- Chết và tái Sinh (xuất bản tại Sài gòn: 2000, tái bản Úc: 2001, tại Mỹ: 2002, tại Sài gòn 3 lần: 2002, 2003 và 2004)
- Phật giáo Quốc tế (xuất bản tại Úc châu: 2001)
- Từ Bi và Nhân Cách (xuất bản tại Úc châu: 2002)
- Pháp Sư Tịnh Không, Người Truyền Bá Giáo Lý Tịnh Độ qua giáo dục (xuất bản tại Úc châu: 2003)
- Ảnh Hưởng của Phật giáo trong đời sống của người Việt (xuất bản tại Úc châu: 2003)
- Triết Học Phật giáo Ấn Độ (xuất bản tại Mỹ: 2004)
- Hòa thượng Tịnh Không (xuất bản tại Úc châu: 2004)
- Thuyết Luân hồi & Phật giáo Tây Phương (xuất bản tại Úc 2005)
- Sức Mạnh của Lòng Từ (xuất bản tại Úc năm 2007)
- Phật Ngọc & ước nguyện hòa bình thế giới (xuất bản tại Úc Châu 2009)
- Phật giáo là gì ? Venerable Ajahn Brahmavamso  (dịch) (xuất bản tại Úc Châu 2010)
- Chết An Lạc, Tái Sinh Hoan Hỷ (sách dịch chung với HT Như Điển) Xuất bản tại Taiwan 2011
- Lịch sử Phật giáo Úc Đại Lợi, Paul Croucher (soạn dịch, Xuất bản tại Úc 2012)
- Kỷ yếu Mừng Chu Niên 20 Năm Tu Viện Quảng Đức (Xuất bản tại Úc 2014)
- Đức Đạt Lai Lạt Ma, Con Trai Của Tôi (tự truyện của Mẫu Thân Diki Tsering, Xuất bản tại Úc 2013, Tái bản tại VN 2014, và USA 2015)
- Kỷ Yếu Tưởng niệm Hòa Thượng Thích Minh Tâm  (Biên tập, Xuất bản tại Taiwan & Pháp Quốc 2015)
- Kỷ Yếu Đại Hội kỳ 5 của GH Úc Châu (Biên tập, xuất bản tại Taiwan, 2016)
- Kỷ Yếu Tri Ân Đức Trưởng Lão HT Thích Huyền Tôn (Biên tập, Xuất bản tại Úc 2016)
- Kỷ Yếu Tri Ân Đức Trưởng Lão HT Thích Như Huệ (Biên tập, Xuất bản tại Úc 2016)
- Kỷ Yếu Tưởng niệm Đức Trưởng Lão HT Thích Như Huệ (Biên tập, Xuất bản tại Taiwan & Úc Châu 2017)
- Thiền Quán về sống và chết, Cẩm Nang Hướng dẫn Thực Hành (2017)
- 48 Đại Nguyện của Đức Phật A Di Đà (loạt bài giảng trong mùa dịch Covid-19, năm 2020 & 2021)
- 108 Bài Kệ trong Nghi Lễ Tam Bảo (loạt bài giảng trong mùa dịch Covid-19, năm 2022 & 2021)
- 33 Vị Tổ Thiền Tông Ấn-Hoa (loạt bài giảng trong mùa dịch Covid-19, năm 2022 & 2021)
- 96 vị Thiền Sư Trung Hoa, Nhật Bản, Việt Nam (loạt bài giảng trong mùa dịch Covid-19, 2020 & 2021)
- Tuyển Tập Pháp Thoại Online Giữa Đại Dịch Covid-19 của TT Nguyên Tạng (Xuất bản tại Úc 2021)
- Thiền Sư Việt Nam (Biên dịch: HT Thanh Từ; giảng giải: TT Nguyên Tạng, xuất bản tại Úc 2022)
- Thiền Sư Trung Hoa  (Biên dịch: HT Thanh Từ; giảng giải: TT Nguyên Tạng, xuất bản tại Úc 2022)
- Kỷ Yếu Đại Hội Khoáng Đại Kỳ 7 của GHPGVNTNHN tại UĐL-TTL (Biên tập, xuất bản tại Úc 2023)
- Kỷ yếu Tri Ân Đức Trưởng Lão HT Tuệ Sỹ (đồng chủ biên, xuất bản tại Hoa Kỳ 2023)
- Kỷ yếu chu niên 32 Năm (1990-2022) Tu Viện Quảng Đức ( Biên tập, xuất bản tại Taiwan, 2024)

### Dịch thuật
- 2500 năm Phật giáo. S. Radhakishnan. Thích Nguyên Tạng dịch
- 12 phương cách tạo nghiệp tốt. Lillian Too. Thích Nguyên Tạng dịch
- Nhân vật Phật giáo Thế giới (Thích Nguyên Tạng soạn dịch)
- Phật giáo trong thời hiện đại Thích Nguyên Tạng dịch
- Chuyện tái sinh của Samten. Thích Nguyên Tạng dịch
- Dutt, Nalinakasha. (1998) Buddhist Sects in India. Delhi: Motilal Banarsidass Publications, 1st 1977. Thích Nguyên Tạng dịch
- William Peiris (1973). The Western Contributions to Buddhism. Delhi: Motilal Banarsidass Publications. Thích Nguyên Tạng dịch
- Alexandera Eliot (1976) Zen Edge. Thames & Hudson, London. Thích Nguyên Tạng dịch